# MadagaszKarácsony
A MadagaszKarácsony (eredeti cím: Merry Madagascar) egy amerikai animációs karácsonyi speciális rövidfilm, amelyet először az NBC csatorna adott le 2009. november 17-én és amelyben a Madagaszkár filmekből megismert szereplők szerepelnek. A szereplők hangjait ugyanazok a színészek kölcsönözték, akik a mozifilmben is, kivéve Sacha Baron Cohent, akit Danny Jacobs váltott fel Julien király hangjaként, mint a Madagaszkár pingvinjei sorozatban is.

## Cselekmény
|  | Alább a cselekmény részletei következnek! |

Alex, Marty, Melman és Gloria kísérlete arra, hogy elhagyják a lakatlan szigetet kudarcba fullad, mert Julien király és csapata lelövik őket az égről. A makik félnek egy piros ruhás alaktól és barátaink léghajóját ellenséges eszköznek vélték. Amikor feltűnik az említett személy, Alex akcióba lendül és sikerrel elintézi a betolakodót. Később kiderül, hogy a Mikulást sikerült eltalálnia, aki emiatt amnéziás is lett. Az állatkerti társaságra vár a feladat, hogy szétosszák az ajándékokat, így megmentve a Karácsonyt. A küldetésből a pingvinek sem maradhatnak ki…
|  | Itt a vége a cselekmény részletezésének! |

## Szereplők
| Szereplő         | Eredeti hang           | Magyar hang    | Fajtája          |
| ---------------- | ---------------------- | -------------- | ---------------- |
| Alex             | Ben Stiller            | Zámbori Soma   | oroszlán         |
| Marty            | Chris Rock             | Molnár Levente | zebra            |
| Melman           | David Schwimmer        | Seder Gábor    | zsiráf           |
| Gloria           | Jada Pinkett Smith     | Liptai Claudia | víziló           |
| Julien király    | Danny Jacobs           | Forgács Gábor  | gyűrűsfarkú maki |
| Maurice          | Cedric the Entertainer | Beregi Péter   | véznaujjú maki   |
| Mort             | Andy Richter           | Arany Tamás    | egérmaki         |
| Kapitány         | Tom McGrath            | Reviczky Gábor | pingvin          |
| Közlegény        | Christopher Knights    | Katona Zoltán  | pingvin          |
| Kowalski         | Chris Miller           | Kerekes József | pingvin          |
| Mikulás          | Carl Reiner            | Konrád Antal   | ember            |
| Abby, a kislány  | Willow Smith           | N/A            | ember            |
| Cupida           | Nina Dobrev            | F. Nagy Erika  | rénszarvas       |
| Rénszarvas-főnök | Jim Cummings           | Bolla Róbert   | rénszarvas       |